# Amtsgericht Babenhausen

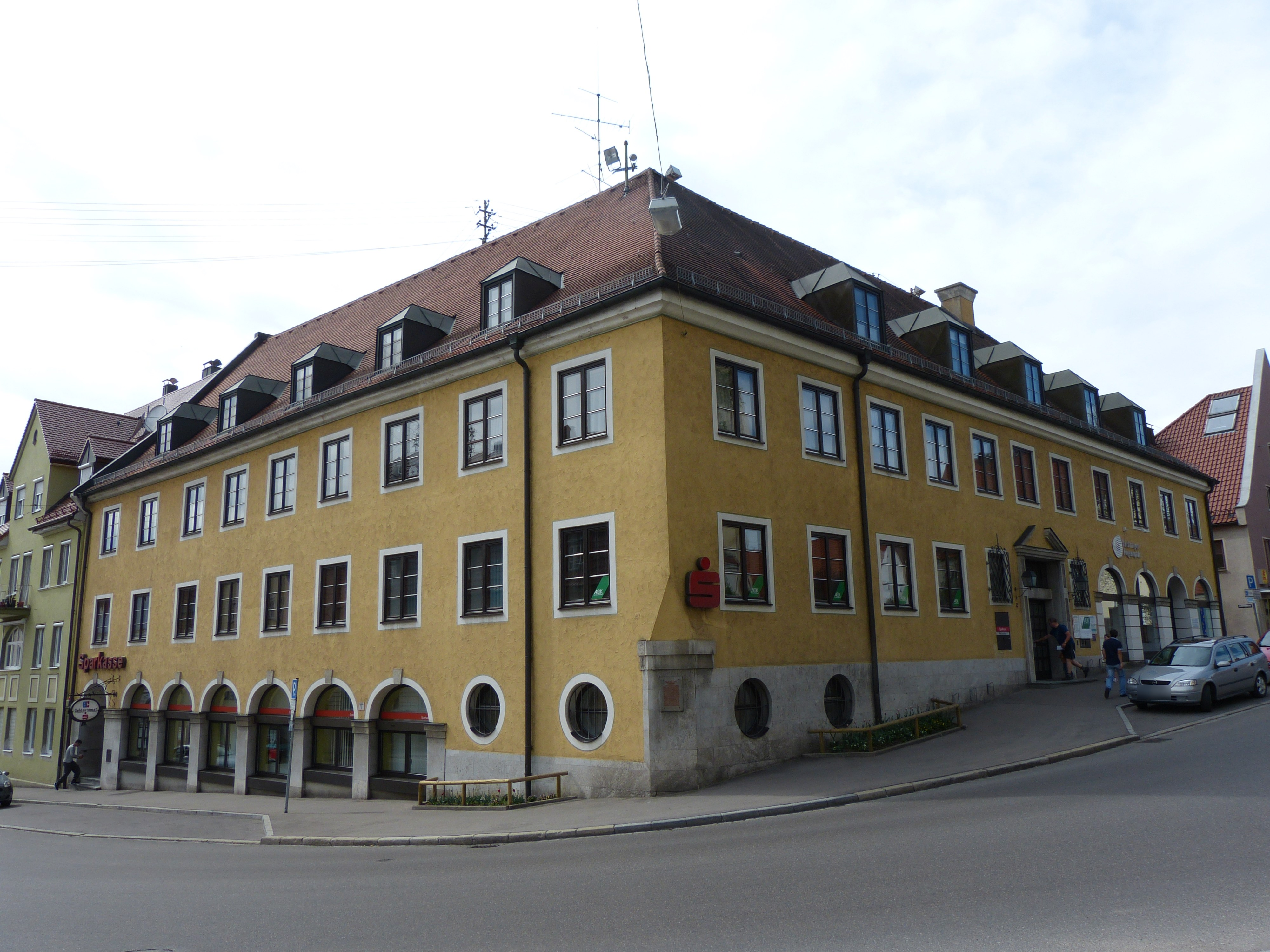
Das ehemalige Gerichtsgebäude am Marktplatz 2

Das Amtsgericht Babenhausen war ein von 1879 bis 1933 existierendes bayerisches Gericht der ordentlichen Gerichtsbarkeit mit Sitz im schwäbischen Babenhausen.

## Geschichte
Anlässlich der Einführung des Gerichtsverfassungsgesetzes am 1. Oktober 1879 wurde ein Amtsgericht zu Babenhausen errichtet, dessen Sprengel aus
- den damaligen Gemeinden Babenhausen, Bebenhausen, Dietershofen, Engishausen, Greimeltshofen, Herretshofen, Inneberg, Kettershausen, Kirchhaslach, Klosterbeuren, Mohrenhausen, Oberschönegg, Olgishofen, Reichau, Weinried und Winterrieden des vorherigen Landgerichtsbezirks Babenhausen[1],
- den damaligen Gemeinden Oberroth und Osterberg des ehemaligen Landgerichtsbezirks Illertissen sowie
- den damaligen Gemeinden Tafertshofen und Zaiertshofen des vorherigen Landgerichtsbezirks Weißenhorn

gebildet wurde. Übergeordnete Instanz war das Landgericht Memmingen.
Mit Wirkung vom 1. Januar 1933 wurde das Amtsgericht Babenhausen aufgehoben und aus dessen Bezirk die Orte Mohrenhausen, Tafertshofen und Zaiertshofen dem Amtsgericht Krumbach, die übrigen Orte dagegen dem Amtsgericht Illertissen zugeteilt.

## Gerichtsgebäude
Das Amtsgericht befand sich in einer zwei- bzw. dreigeschossigen Zweiflügelanlage mit Walmdächern am Marktplatz 2. Das aus dem 18. Jahrhundert stammende Gebäude, in dem schon das Landgericht und das Herrschaftsgericht der Fürsten Fugger von Babenhausen untergebracht gewesen war, steht heute unter Denkmalschutz.